# Popovice (Teplá)
Popovice (německy Pfaffengrün) jsou malá vesnice, část města Teplá v okrese Cheb v Karlovarském kraji. Nachází se asi šest kilometrů severozápadně od Teplé a v nadmořské výšce 665 metrů. Popovice leží v katastrálním území Popovice u Poutnova o rozloze 2,36 km².

## Název
Původní německé pojmenování Pfaffengrün bylo pravděpodobně odvozeno od slova pop = kněz (der Pfaffe = pop), v překladu jako „farářova louka“.

## Historie
První písemná zmínka o vesnici pochází z roku 1273, kdy papež Řehoř X. potvrdil její držení premonstrátům kláštera Teplá. S klášterem a později městem Teplá byla vesnice spojena až do zániku patrimoniální správy. Ke značnému poškození vesnice došlo během třicetileté války. Po ní však došlo k obnově a druhotné zástavbě. Po druhé světové válce a odsunu německého obyvatelstva byla ves částečně vysídlena a postižena demolicemi. Zástavba však nebyla tak výrazně postižena jako ve většině okolních vesnic. Zachovala si tak z velké části nenarušenou strukturu a patří k nejlépe zachovaným vesnicím v širší oblasti Tepelska.

## Obyvatelstvo
Při sčítání lidu v roce 1930 zde žilo 175 obyvatel, z nichž byl 1 Čechoslovák, 174 bylo Němců. Všichni se hlásili k římskokatolické církvi.
| Rok                                                       | 1869 | 1880 | 1890 | 1900 | 1910 | 1921 | 1930 | 1950 | 1961 | 1970 | 1980 | 1991 | 2001 | 2011 | 2021 |
| --------------------------------------------------------- | ---- | ---- | ---- | ---- | ---- | ---- | ---- | ---- | ---- | ---- | ---- | ---- | ---- | ---- | ---- |
| Počet obyvatel                                            | 166  | 161  | 154  | 172  | 174  | 165  | 175  | 106  | 122  | 78   | 64   | 29   | 45   | 22   | 31   |
| Počet domů                                                | 25   | 26   | 26   | 30   | 30   | 31   | 36   | 33   | -    | 20   | 16   | 18   | 24   | 17   | 17   |
| Počet domů v roce 1961 je zahrnut v počtu domů v Poutnově |      |      |      |      |      |      |      |      |      |      |      |      |      |      |      |

## Obecní správa
Při sčítání lidu v letech 1850–1960 Popovice byly samostatnou obcí, se kterým patřily nejprve do okresu Teplá, ale v roce 1950 v okrese Mariánské Lázně. V letech 1961–1975 byly částí obce Poutnov v okrese Karlovy Vary. Od 1. července 1975 jsou částí města Teplá v okrese Karlovy Vary, ale od 1. ledna 2007 v okrese Cheb. V letech 1850–1960 k obci patřil Bohuslav a v letech 1950–1959 také Babice.

## Pamětihodnosti
Popovice jsou od roku 1995 chráněny jako vesnická památková zóna. Kromě toho jsou ve vesnici ještě samostatně chráněny jako kulturní památky:
- barokní kaple neznámého zasvěcení z roku 1824, v 90. letech 20. století nově opravena a vysvěcena[12]
- venkovské usedlosti čp. 1 a čp. 3

Mezi další hodnotné stavby patří dům ev. č. 3 (čp. 13) se zděným přízemím a dekorativně hrázděným patrem a rovněž budova bývalé školy.

## Fotogalerie

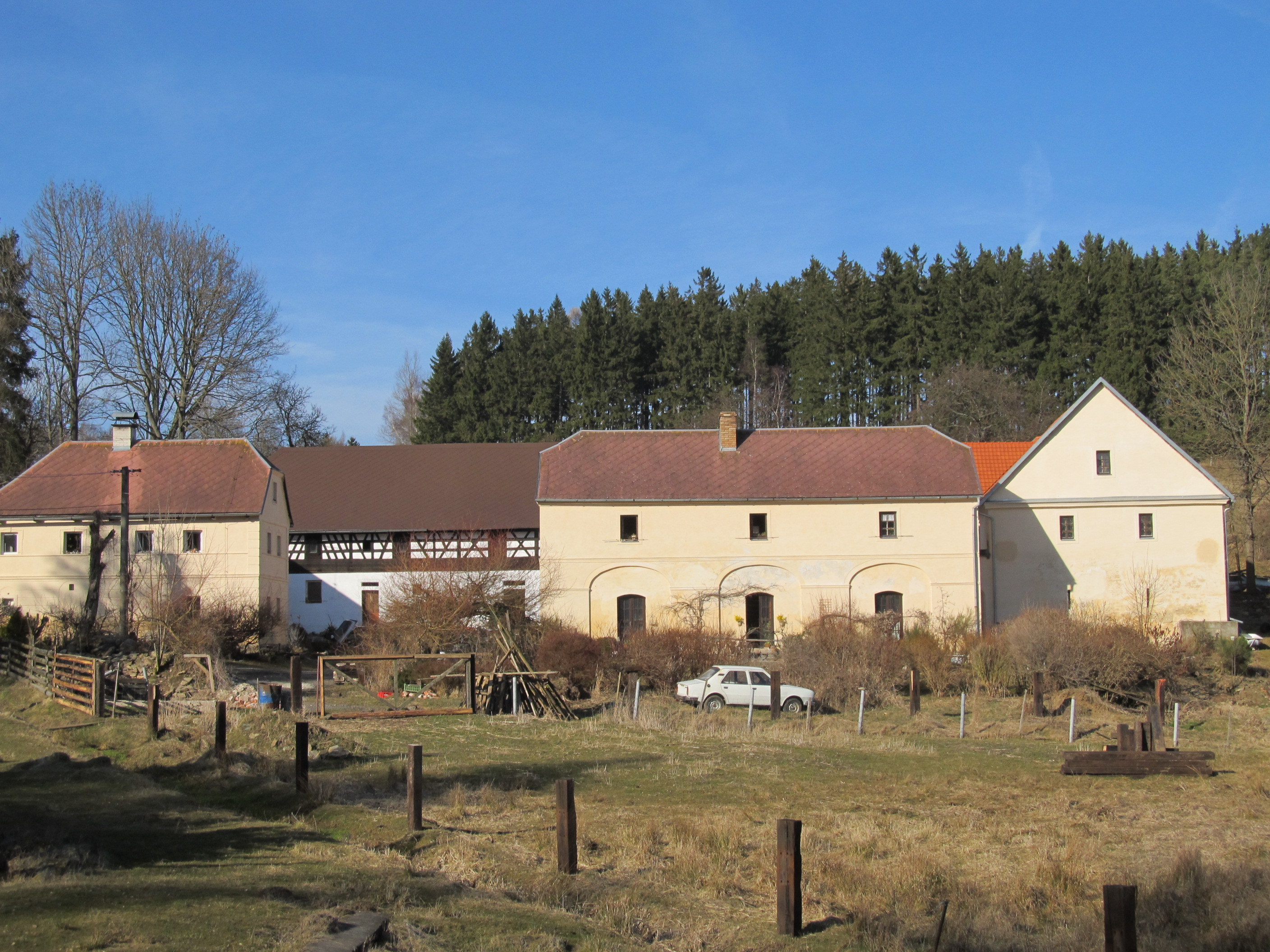
Usedlost čp.1
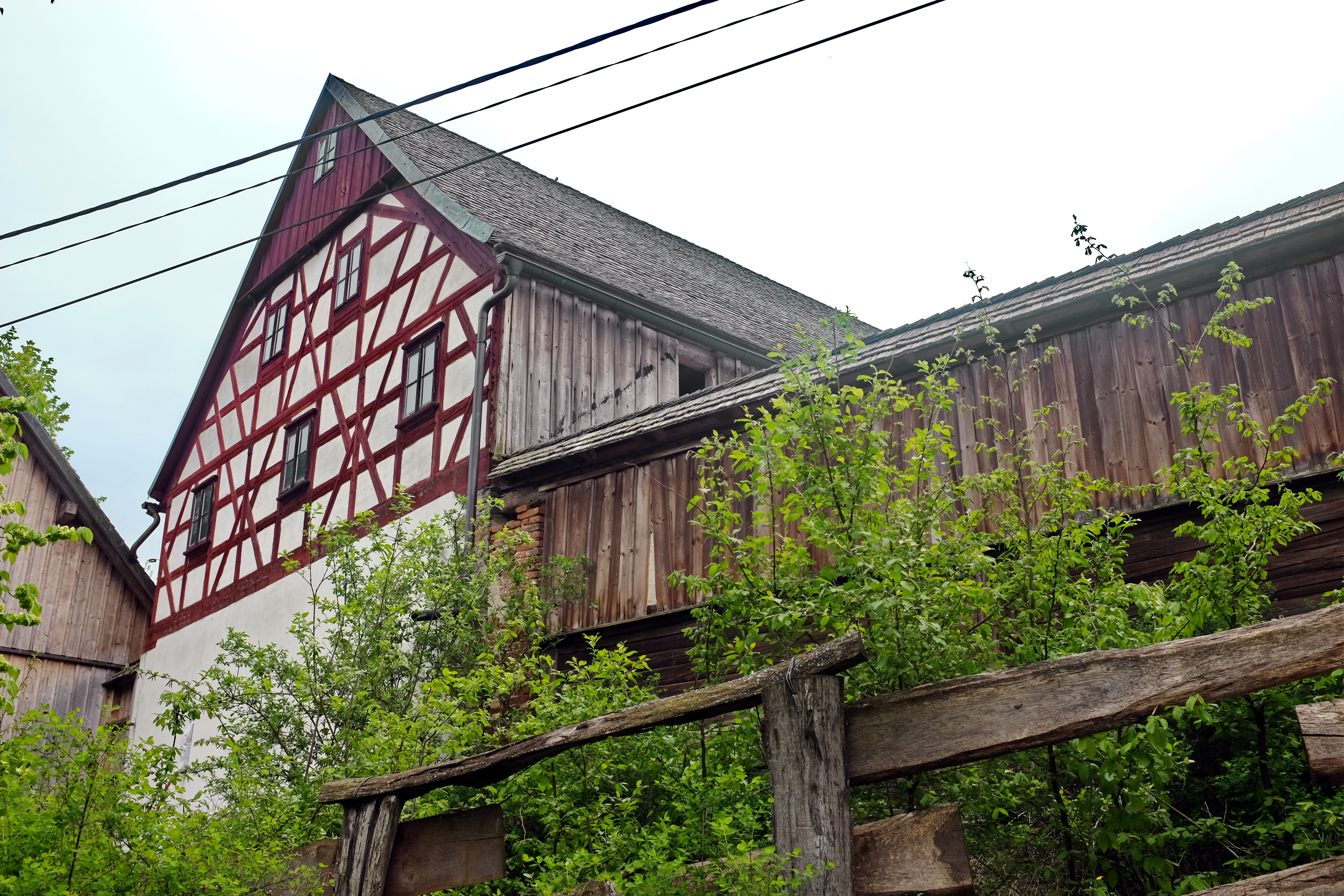
Usedlost čp. 3
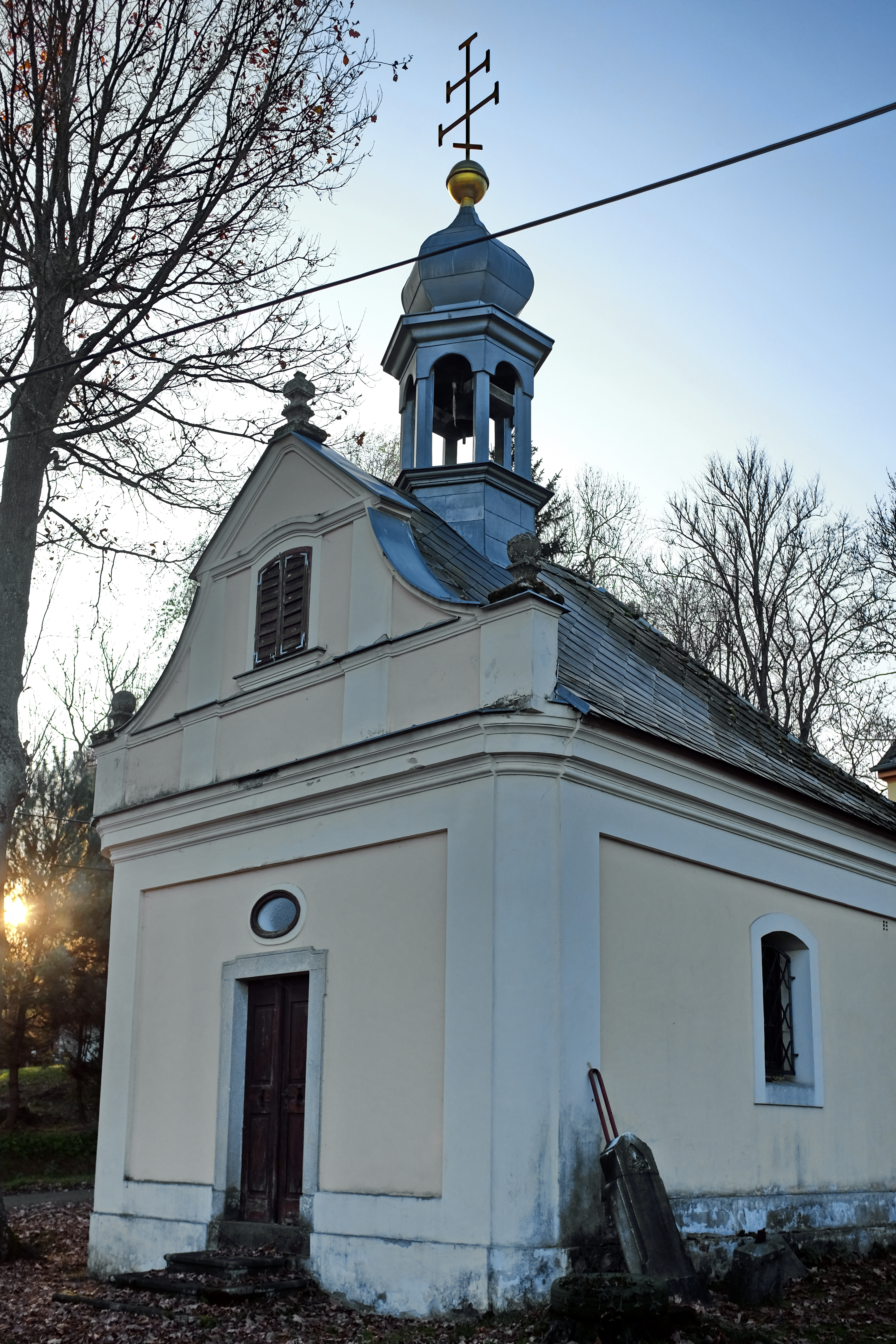
Kaple
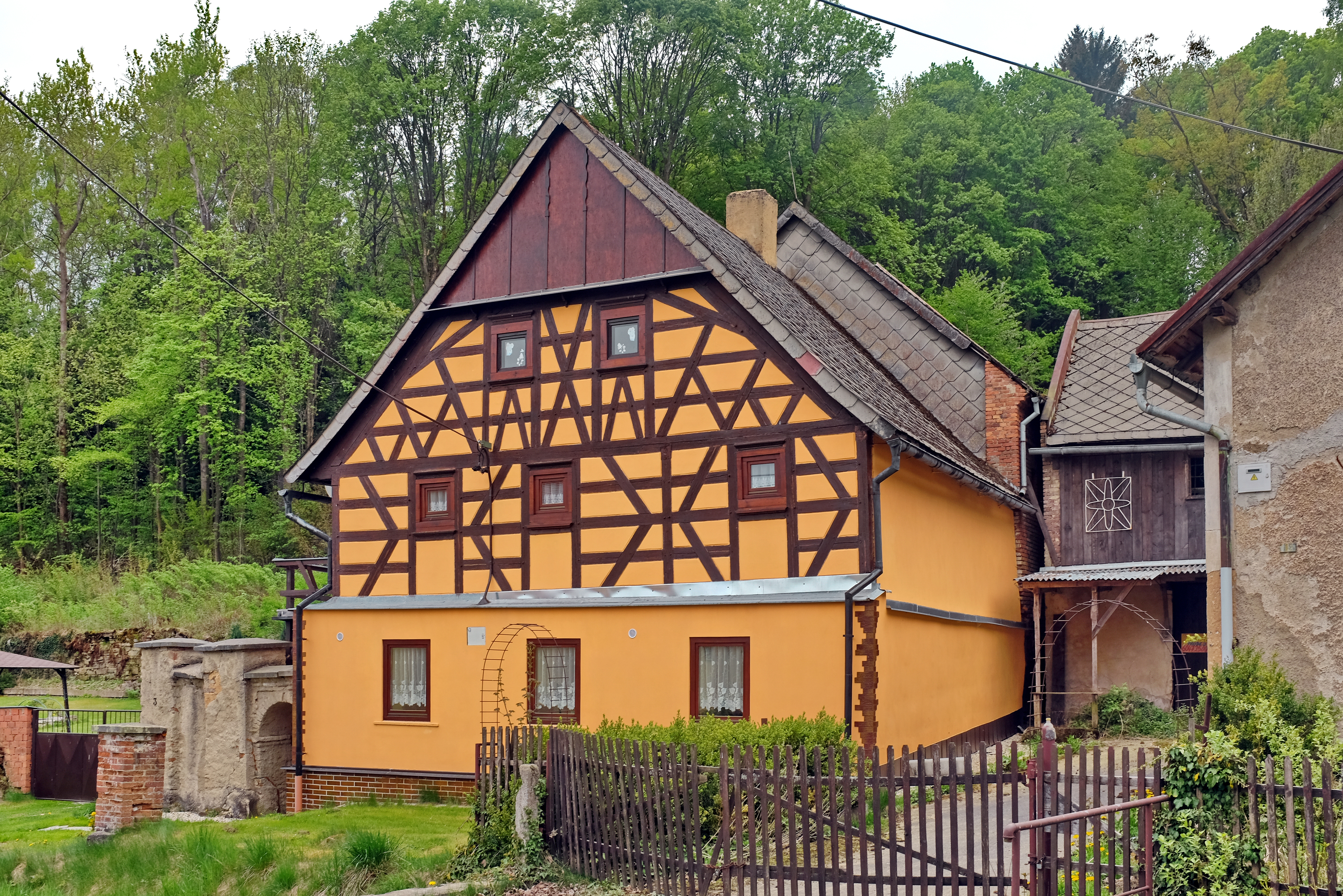
Usedlost ev. č. 3
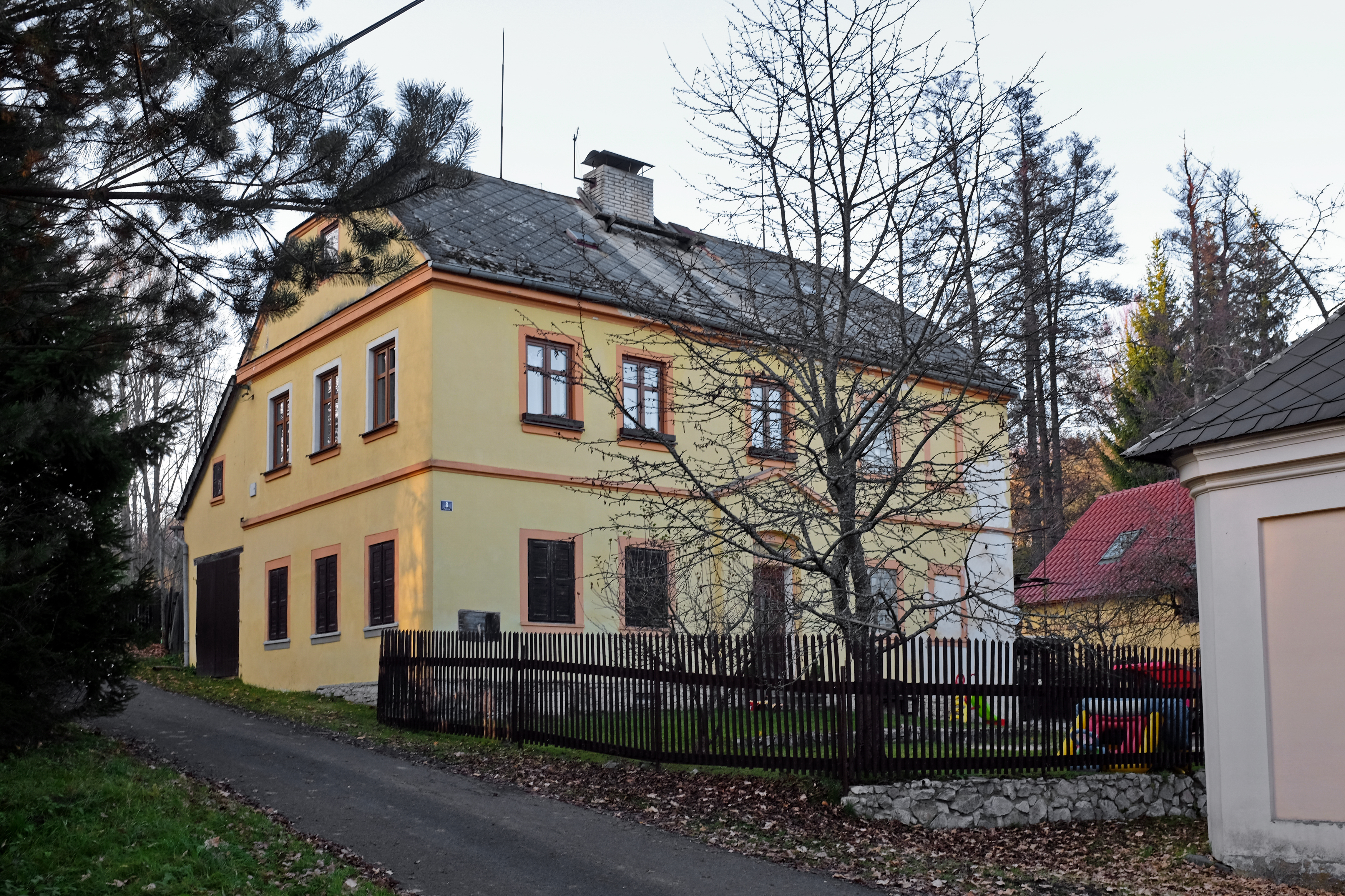
Budova bývalé školy
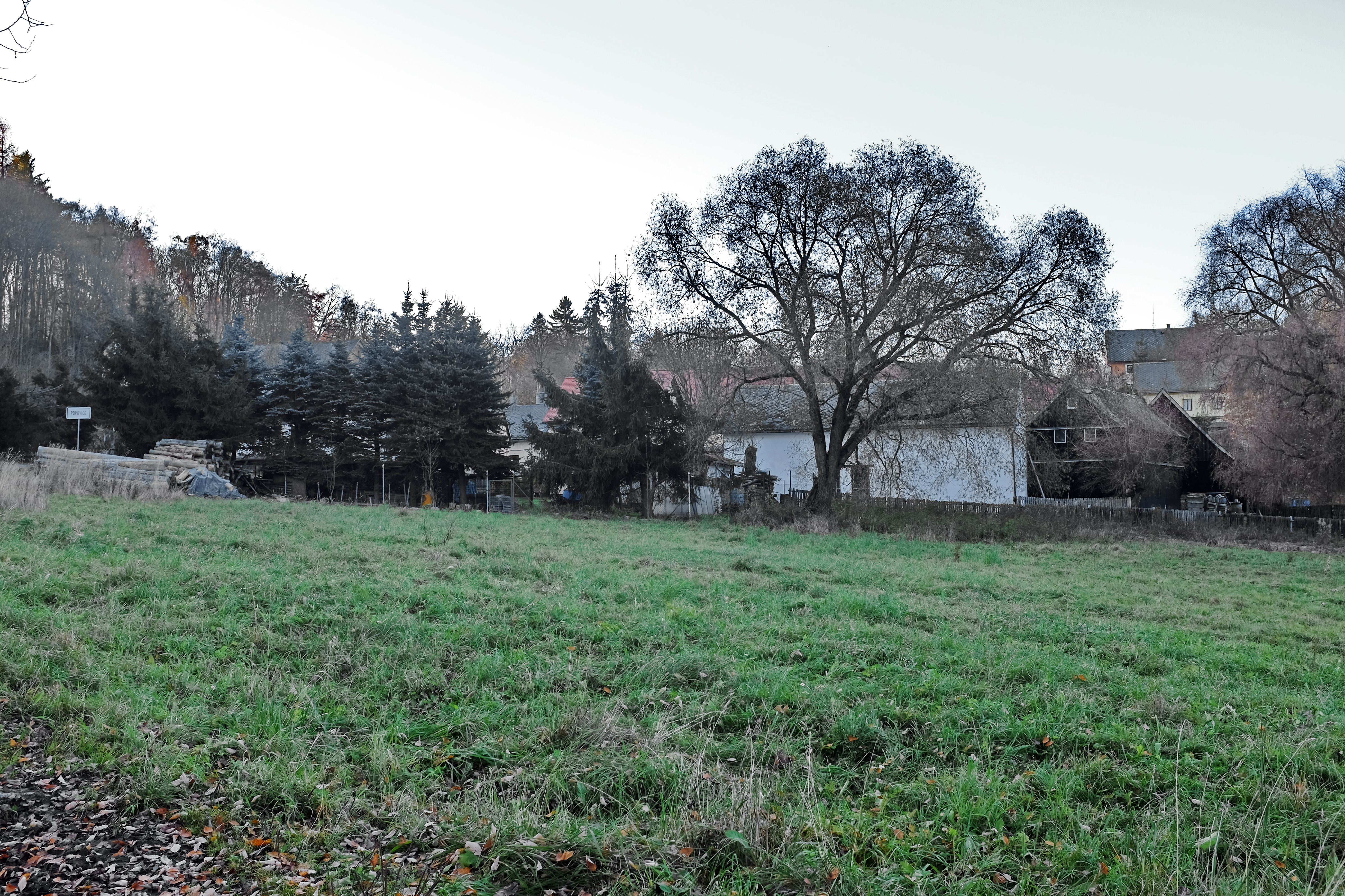
Jihovýchodní okraj vesnice
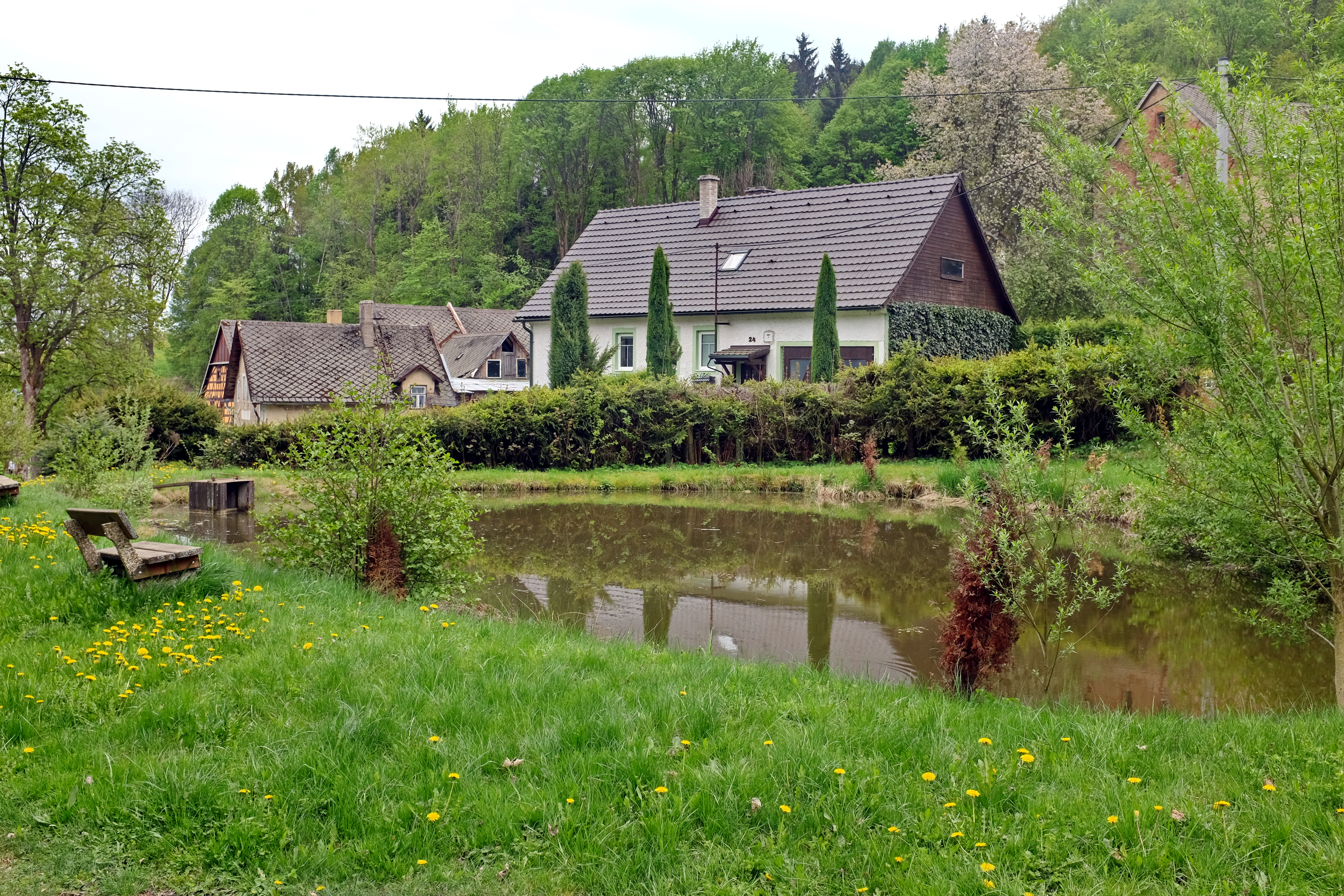
Rybníček a chalupy uprostřed vesnice